# Jamison Young
Jamison Young (...) è un cantautore e musicista australiano.
Egli risiede attualmente a Praga. Suona la chitarra e l'armonica. Canta la canzone finale del film X-Files: Voglio crederci.

## Discografia
Shifting Sands Of A Blue Car (2005)